# Spontan fission
Spontan fission kallas fission som sker på grund av krafter som verkar inuti en atomkärna (till skillnad från den fission som kan uppstå när en atomkärna träffas av en elementarpartikel utifrån).
Spontan fission är typiskt för tunga atomkärnor och är teoretiskt möjligt för alla isotoper med atommassa större än 100 u. I praktiken förekommer det bara för atomkärnor >230 u. Ett exempel på isotop som sönderfaller med spontan fission är Californium-252.
Spontan fission upptäcktes 1940 av de sovjetiska fysikerna Georgy Flyorov och Konstantin Petrzhak.